# Museo de la Revolución
El Museo de la Revolución (anteriormente Palacio Presidencial de Cuba), ubicado en La Habana, reúne material y colecciones relativos a la revolución cubana. Creado el 12 de diciembre de 1959 por decreto del Ministerio de las Fuerzas Armadas Revolucionarias, firmado por el entonces Ministro de las FAR y posteriormente Presidente de Cuba, Raúl Castro.
Antiguo Palacio Presidencial, fue construido entre 1909 y 1920 para ser la sede del gobierno provincial de La Habana, pero en 1917 el presidente Mario García Menocal lo escogió para ser la sede del Ejecutivo nacional influido por su esposa. En 1974 se convirtió en el Museo de la Revolución y en 2010 fue declarado Monumento Nacional.

## Datos generales
La base de la colección inicial del museo fue el material reunido por Celia Sánchez Manduley, combatiente del Movimiento 26 de Julio en la Sierra Maestra.
La cuantía y el valor de sus colecciones, así como la constante labor cultural, histórica y política que realiza, hacen de este museo de historia es el más importante del país.
El busto de José Martí, la bandera de la Estrella Solitaria e impactos de balas de los sucesos del 13 de marzo de 1957, dan la bienvenida a este centro, que atesora parte de la memoria cubana.
Sus más de 30 salas de exposición guardan alrededor de 9.000 piezas de distintas etapas de la lucha independentista. Las salas expositivas abarcan cada etapa de la historia cubana. En el museo están ambientadas las acciones del 13 de marzo en sus escenarios del Palacio.
Además de las exposiciones permanentes, este centro divulga la historia de Cuba en las escuelas cercanas. Sus especialistas imparten congresos y conferencias a las nuevas generaciones, y los fines de semana cuentan con proyectos sistemáticos de divulgación cultural.
El Castillo de la Punta y la base del Monumento a José Martí en la Plaza de la Revolución fueron los primeros lugares donde se ubicó este museo, hasta que el 4 de enero de 1974 se inauguró una exposición en su actual sede, el antiguo Palacio Presidencial.
El Palacio Presidencial, comenzó a construirse en 1909 y se inauguró el 31 de enero de 1920. En 1976 se construye el Memorial Granma como dependencia anexa.
En el 2008 recibió la visita de más de 300.000 personas, siendo más de la mitad de ellos visitantes extranjeros.

## Historia
En 1909 el general Ernesto Aubert, entonces gobernador de La Habana, decidió construir una nueva sede que acogiera al Gobierno Provincial. El proyecto fue realizado por los arquitectos Rodolfo Maruri (cubano) y Paul Belau (belga), mientras que la fase constructiva fue asumida por la General Contracting Company.
La decoración interior estuvo bajo la responsabilidad de Tiffany Studios. El edificio, proyectado a partir de los cánones del Eclecticismo, consumió para su terminación un presupuesto que rebasó el millón y medio de pesos. Sus suelos y escaleras se revistieron con mármol de Carrara.
La cúpula que corona la edificación, recubierta en su exterior con piezas de cerámica vidriada y que no estaba incluida en el proyecto génesis, fue, en su momento, de las más altas de la ciudad. El palacio fue decorado con obras pictóricas y esculturas de artistas cubanos como Armando García Menocal, Antonio Rodríguez Morey, Leopoldo Romañach, Esteban Valderrama, Juan Emilio Hernández Giró, Teodoro Ramos, Fernando Boada, Jilma Madera y Esteban Betancourt.
En 1917 la historia del inmueble tuvo un giro trascendente que marcó su destino posterior. A fines de ese año, visitó las obras la primera dama de la República, Mariana Seva, quien quedó cautivada por la magnificencia de la edificación y por lo privilegiado de su ubicación. Mario García Menocal, su esposo y presidente del país, echó mano a las argucias legales necesarias y desposeyó al Gobierno Provincial de la propiedad del palacio.
A inicios de 1918 todo estuvo arreglado para que el edificio se convirtiera en Palacio Presidencial de la República de Cuba. El 31 de enero de 1920 se inauguró oficialmente la mansión ejecutiva, aunque la obra, en todos sus detalles, no fue concluida hasta el día 12 de marzo de 1920.
La planta baja sirvió para alojar a las dependencias que aseguraban las funciones principales, central telefónica, oficinas auxiliares, planta eléctrica y hasta la caballeriza, porque en el momento de la inauguración no estaba tan extendido el uso del automóvil en Cuba.
La primera planta acogió a los más importantes espacios del Palacio: despacho presidencial, Salón de los Espejos, capilla, Salón Dorado y el local donde radicó el Consejo de Ministros.
En el segundo piso se instaló la residencia presidencial y en la última de sus cuatro plantas se ubicó la guarnición responsabilizada con la custodia de la mansión.
Después del triunfo de la Revolución Cubana, el 1 de enero de 1959, y hasta 1965, radicaron aquí la Presidencia y el Consejo de Ministros. El 4 de enero de 1974, el antiguo Palacio Presidencial se convirtió en sede permanente del Museo de la Revolución. Fue declarado Monumento Nacional con Resolución n.º 01 el 13 de marzo de 2010.

## Colecciones

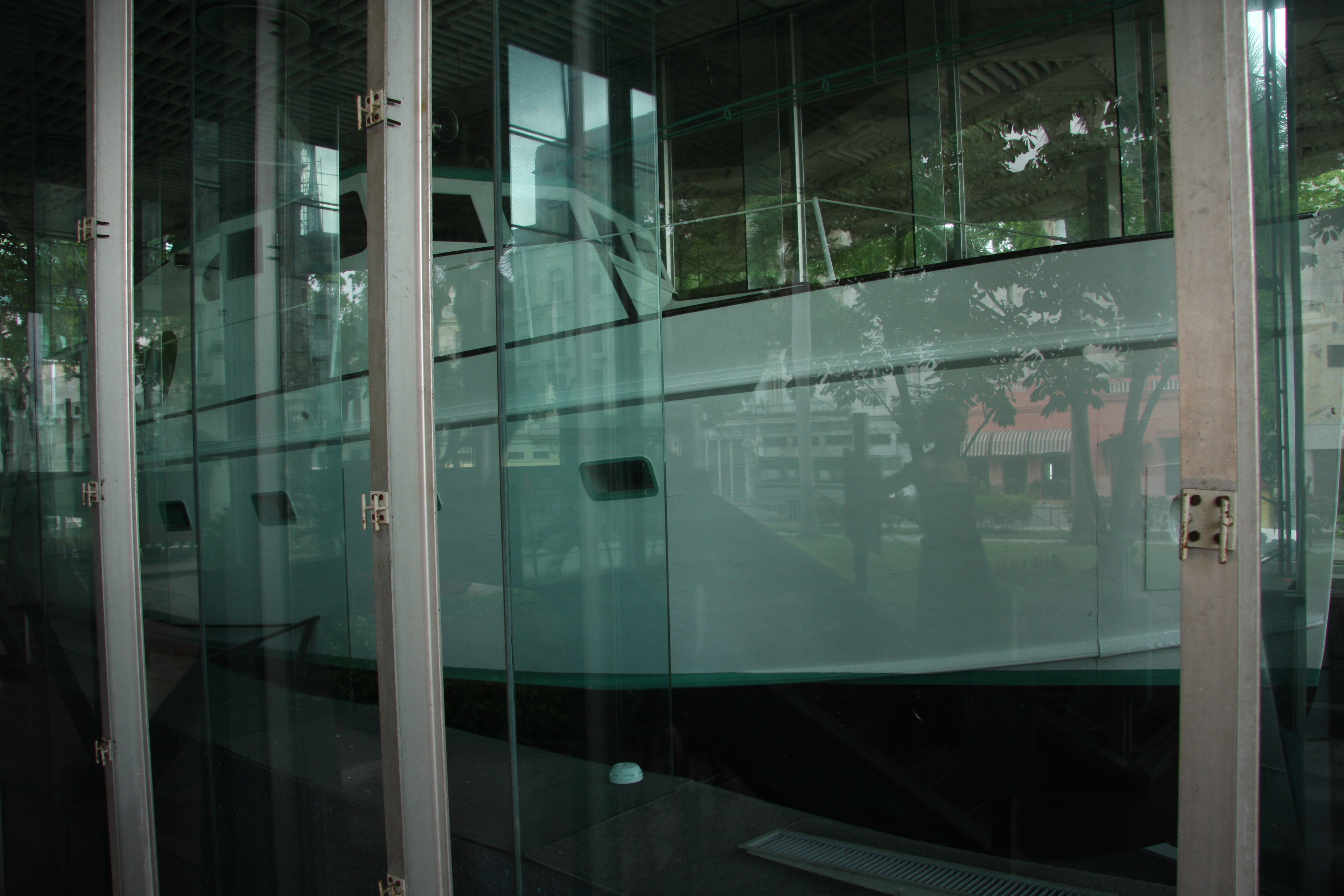
Yate Granma en el Museo de la Revolución, La Habana, Cuba).

### Planta baja
En la planta baja del edificio se dedica una sala a la Cuba contemporánea, su contenido abarca desde 1990 hasta la actualidad. Existe además un espacio monográfico de los hechos más importantes ocurridos durante los 45 años en que el inmueble actuó como Palacio Presidencial y la historia de su transformación en museo.
Caracteriza la gestión de los presidentes del país entre los años 1920 y 1965 y trata las acciones del 13 de marzo de 1957, cuando un grupo de jóvenes, pertenecientes al Directorio Revolucionario, asaltara el Palacio Presidencial con el objetivo de ajusticiar al dictador Fulgencio Batista.

### Primer piso
Dedicado a la historia de la Revolución, abarca el período de 1959 a 1989, pero sobre todo la etapa de los primeros años después del triunfo, cuando se llevan a cabo las principales transformaciones socioeconómicas en el país y el pueblo cubano enfrenta la escalada agresiva del imperialismo que tuvo como momento trascendente la invasión de Playa Girón, el 19 de abril de 1961 y la Crisis de Octubre, preludio de otra agresión armada, en 1962.
Otros hechos importantes, como la fundación del primer Comité Central del Partido Comunista, el 2 de octubre de 1965, la adopción de la Constitución de 1976, la colaboración internacionalista en todo el mundo, las relaciones internacionales, se desarrollan en este espacio.
En esta área del edificio se encuentran además el Salón de los Espejos y el Salón Dorado del edificio, la capilla, el despacho presidencial y el salón del consejo de ministros.
El salón de los espejos se concibió a imitación de un salón homónimo del Palacio de Versalles. En él tomaban sus cargos los nuevos presidentes de la República, presentaban sus cartas credenciales los embajadores acreditados en el país y se agasajaba a los dignatarios y personalidades que visitaban Cuba. El salón dorado era el comedor oficial o de gala del palacio.

### Segundo piso
Cuatro salas abarcan la etapa de la Colonia, desde 1492, fecha de llegada de los españoles a la Isla, hasta 1898, año en que se produce el fin de las guerras de independencia contra España y la intervención de los Estados Unidos en Cuba. Muestran estas salas las características de los aborígenes, el devenir de la sociedad colonial, la implantación de la esclavitud, las guerras por la independencia de 1868 y 1895. Dentro de las piezas que se atesoran en el museo se encuentra un reloj que perteneció a Carlos Manuel de Céspedes.
La colección correspondiente a la República Neocolonial se inicia con la instauración del gobierno interventor estadounidense a partir del 1 de enero de 1899 y de la República el 20 de mayo de 1902 y continúa con la exposición de los sucesivos gobiernos, procesos revolucionarios frustrados, como el que tiene lugar en la década del 30, y figuras principales como Antonio Guiteras, Julio Antonio Mella, Rubén Martínez Villena y Pablo de la Torriente Brau.
La última etapa representada, la Guerra de Liberación Nacional, refleja los sucesos del 26 de julio de 1953, fecha en que se produce el asalto al cuartel Moncada, acción armada que tenía como fin el derrocamiento de la dictadura de Fulgencio Batista y que abrió el camino de la lucha que tres años después se reiniciara con la llegada del yate Granma el 2 de diciembre de 1956, la formación y consolidación del Ejército Rebelde, y las acciones combativas que se extenderían por el llano y la Sierra Maestra.
Los objetos aquí expuestos están vinculados fundamentalmente a la lucha guerrillera en la Sierra Maestra. El último de estos espacios es la Sala Memorial dedicada a los comandantes Ernesto Che Guevara y Camilo Cienfuegos, donde se encuentra ubicado el conjunto escultórico dedicado a ambos y que constituye uno de los símbolos distintivos de la institución.

### Áreas exteriores
La entrada principal del Museo está flanqueada por dos elementos emblemáticos: los restos de la garita del Ángel, parte de la muralla que rodeaba a La Habana en la época colonial, y el cañón autopropulsado SAU-100 utilizado por Fidel Castro durante los combates de Bahía de Cochinos.
Fuera del edificio se encuentra el Memorial Granma, donde se encuentran situadas un grupo valioso de piezas históricas vinculadas a la guerra de liberación nacional y a las batallas posteriores del pueblo cubano en defensa de su soberanía, entre ellas, la más significativa, el yate Granma, en el viajaran a Cuba, desde el puerto mexicano de Tuxpan, los 82 expedicionarios cubanos que darían una vez más inicio a la lucha por la definitiva independencia nacional.